# Rosa Hillebrand
Rosa Theresia Hillebrand (* 15. August 1919 in München; † 24. Oktober 2013) war eine deutsche Politikerin (SPD, BdD).

## Leben und Beruf
Nach dem Besuch des Humanistischen Gymnasiums an der Luisenstraße absolvierte Hillebrand im Jahr 1939 den Reichsarbeitsdienst in Albersdorf in Holstein. Nachdem sie zunächst ab November 1939 an der Hochschule für Lehrerbildung immatrikuliert war, studierte sie ab Januar 1940 Deutsch, Geschichte und Geographie an der Universität München. Sie legte in den Jahren 1943 und 1944 die Prüfungen für das Höhere Lehramt ab und war zunächst an Oberschulen in Miesbach und Gräfelfing tätig. Zum 1. September 1949 trat sie in den Münchner Schuldienst ein und wurde Studienrätin an der Mädchen-Oberrealschule-Süd.
Sie war zeitweise mit dem Theaterwissenschaftler und -kritiker Ernst Schumacher verheiratet.

## Politik
Hillebrand trat im Jahr 1945 der SPD bei, für die sie 1950 im Stimmkreis München V gegen den bayerischen Justizminister Josef Müller in den Bayerischen Landtag gewählt wurde. Sie gehörte dem Landesausschuss der SPD an. Auf einer Veranstaltung der Frauen-Friedens-Gesellschaft im Spatenbräu am 7. Juni 1952 äußerte sie vor 300 Zuhörerinnen unter anderem: „Wir müssen alle als unsere Bundesgenossen ansehen, die mit uns gegen die Politik von Bonn sind, auch wenn sie links von der SPD stehen sollten.“ Löste bereits dies scharfe Kritik aus, so wurde diese intensiviert, nachdem die Rede Hillebrands auch in der kommunistischen Wochenzeitung „Deutsche Woche“ abgedruckt wurde. In der Landesausschusssitzung vom 7. Juli kritisierte Waldemar von Knoeringen „(Sie ist) heute eine Stütze der östlichen Auffassung innerhalb der SPD. Wir kommen in eine äußerst schwierige Situation. Es gibt für die Hillebrand nur eines: absolute Klarheit. Sie mag eine andere Auffassung haben, das ist ihr gutes Recht und wir haben auch gar nichts dagegen, aber es muss sie dann sagen und dann trennen sich unsere Wege.“ Nachdem sie am 14. September an einer Sitzung der „Mannheimer Redaktionskommission“ teilgenommen hatte, beschloss der Vorstand der Oberbayerischen SPD nur vier Tage später, sie aus der Partei auszuschließen. Ihr Einspruch vom 30. September gegen den Ausschluss wurde von der Bundespartei verworfen. Anfang Oktober 1952 wurde sie auch aus der Landtagsfraktion ausgeschlossen und gehörte bis zum Ende der Wahlperiode 1954 dem Landtag als fraktionslose Abgeordnete an. Im Frühjahr 1953 trat sie dem Bund der Deutschen (damals noch „Rat der Deutschen Sammlung“) bei und wurde im Dezember 1953 dessen bayerische Landesvorsitzende. Sie wurde zudem – wegen des Bündnisses zur Bundestagswahl waren Doppelmitgliedschaften möglich – Mitglied der Gesamtdeutschen Volkspartei Gustav Heinemanns, für die sie bei der Bundestagswahl 1953 sowohl auf Platz drei der bayerischen Landesliste als auch im Bundestagswahlkreis München-Nord erfolglos antrat.